# Jesu dop

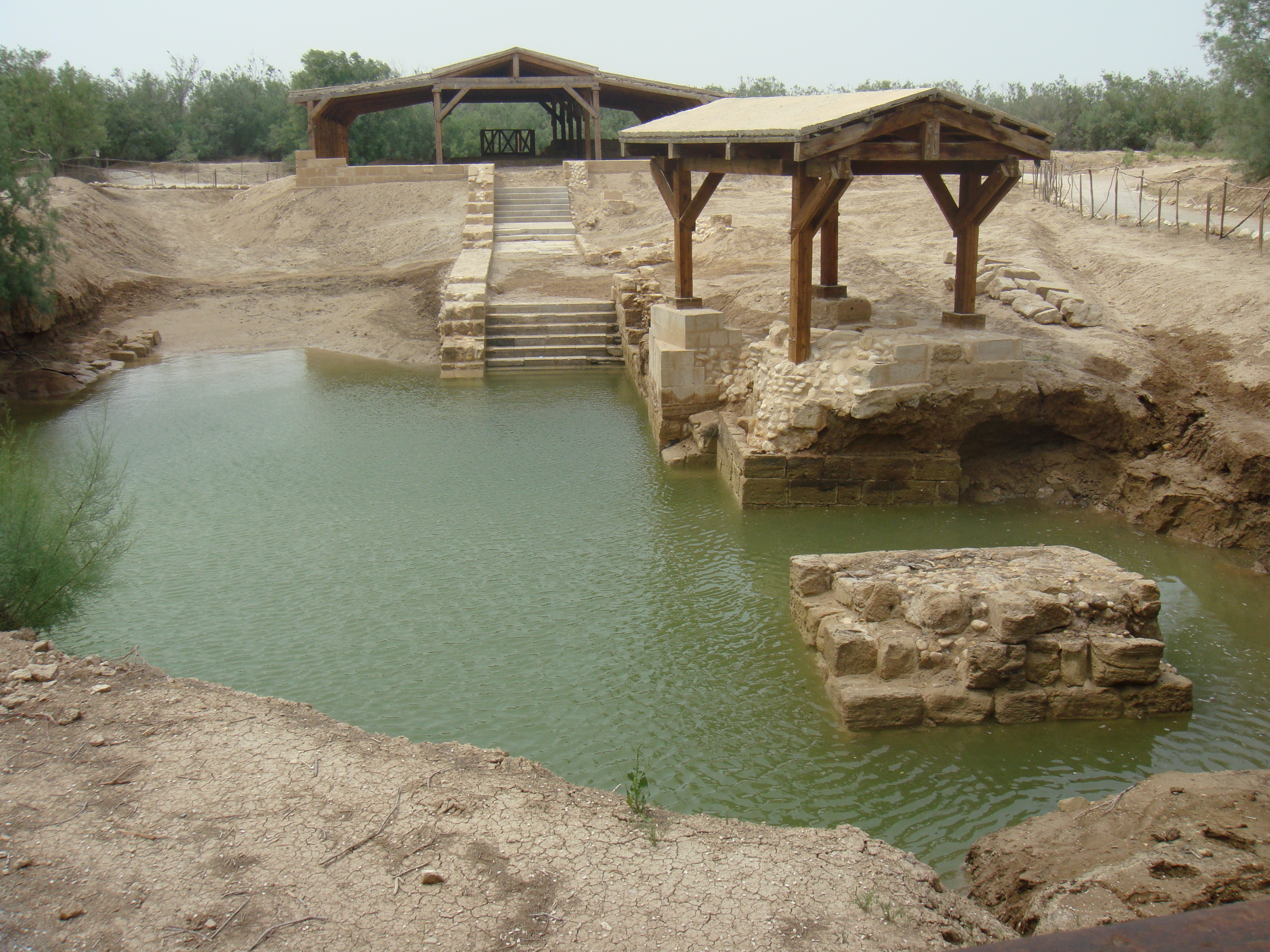
Platsen vid Jordanfloden där Johannes Döparen döpte Jesus.

Jesu dop är en händelse i Nya testamentet som återges av de fyra evangelisterna. Dopet av Jesus förrättades av Johannes Döparen i Jordanfloden. Enligt de fyra evangelierna bekräftade Gud att Jesus var hans älskade son i samband med dopet.
Johannes Döparen, som var Jesu släkting, förkunnade Messias snara ankomst redan innan dopet av Jesus. Han var verksam i Judeens öken, vid södra delen av floden Jordan. Hans förkunnelse var sträng och radikal. Som ett tecken på att folk ville omvända sig, sänkte Johannes ner dem i floden och döpte dem. Reningsceremonier med vatten var vanliga i judendomen. 

## De synoptiska evangelier
Jesu offentliga verksamhet började när han i trettioårsåldern begav sig till Johannes för att döpa sig. I Matteusevangeliet återges händelsen (3:13–17):
| ” | Sedan kom Jesus från Galileen till Johannes vid Jordan för att döpas av honom. Men Johannes ville hindra honom och sade: "Det är jag som behöver döpas av dig, och nu kommer du till mig". Jesu svarade: "Låt det ske. Det är så vi skall uppfylla allt som hör till rättfärdigheten." Då lät han det ske. När Jesus hade blivit döpt, steg han genast upp ur vattnet. Himlen öppnade sig, och han såg Guds ande komma ner som en duva och sänka sig över honom. Och en röst från himlen sade: "Detta är min älskade son, har är min utvalde." | „ |

I förkortad version nämns Jesu dop på liknande sätt av Markus (kap. 1:9–11) och Lukas (kap. 3:21–22).

## Johannesevangeliet
Johannesevangeliet, som till sitt innehåll markant skiljer sig från de tre synoptiska evangelierna, återger dopet i kapitel 1:29–34. Johannesevangeliets text är känd för att den liknar Jesus vid "Guds lamm":
| ” | Nästa dag såg han [Johannes Döparen] Jesus komma, och han sade: "Där är Guds lamm som tar bort världens synd. Det är om honom jag har sagt: Efter mig kommer en som gör före mig, ty han fanns före mig. Jag kände honom inte, men för att han ska bli sedd av Israel har jag kommit och döper med vatten." Och Johannes vittnade och sade: "Jag har sett Anden komma ner från himlen som en duva och stanna över honom. Jag kände honom inte, men han som sände mig att döpa med vatten sade till mig: 'Den som du ser Anden komma ner och stanna över, han är den som döper med helig ande.' Jag har sett det, och jag har vittnat om att han är Guds utvalde." | „ |

## Jesu dop i konsten

### Alfabetisk lista efter konstnärens namn
- Jesu dop (Piero della Francesca) – målning av Piero della Francesca från 1450
- Jesu dop (Verrocchio) – målning av Andrea del Verrocchio och  Leonardo da Vinci från cirka 1474

### Kronologiskt bildgalleri

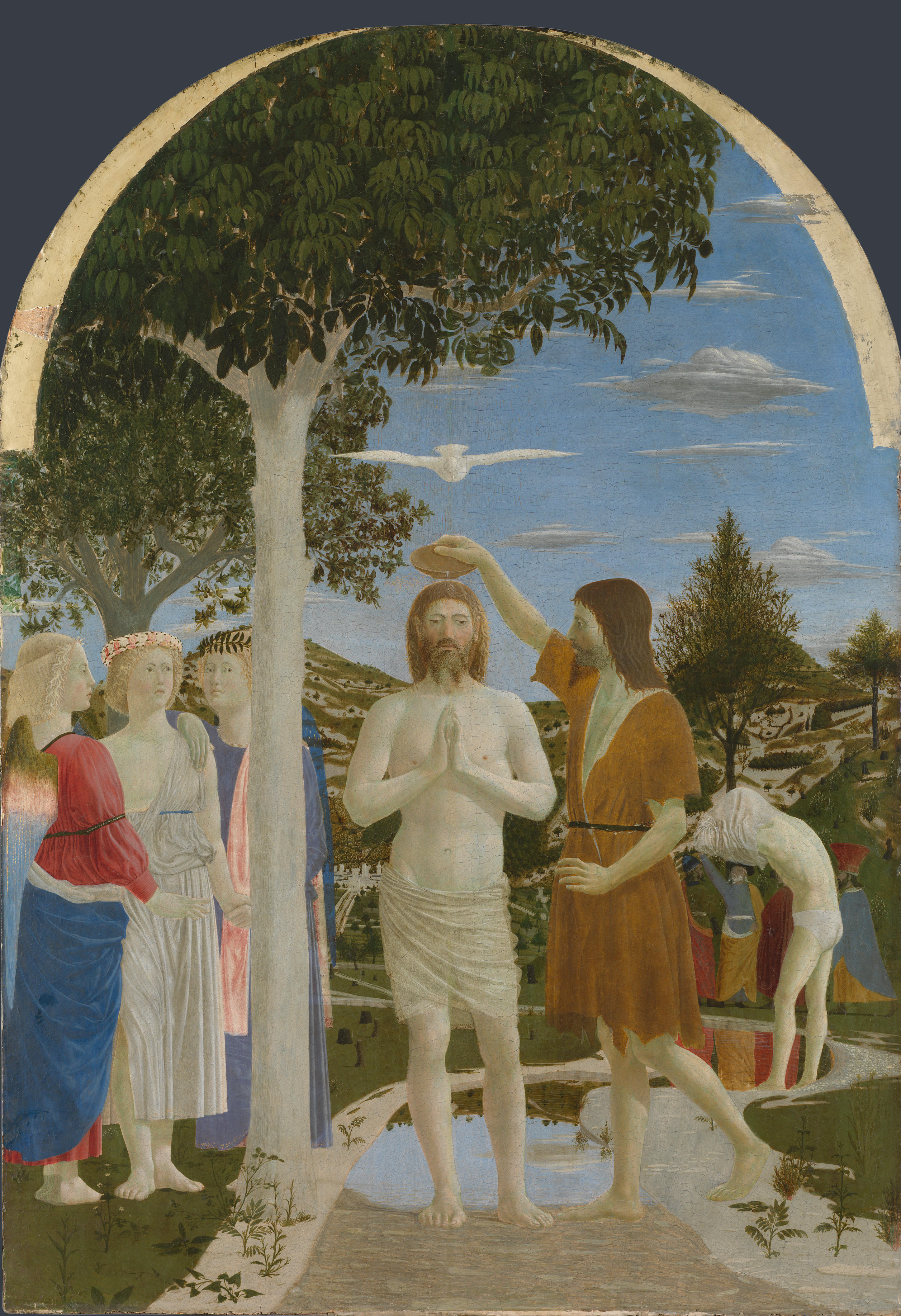
Piero della Francesca från 1450, National Gallery.
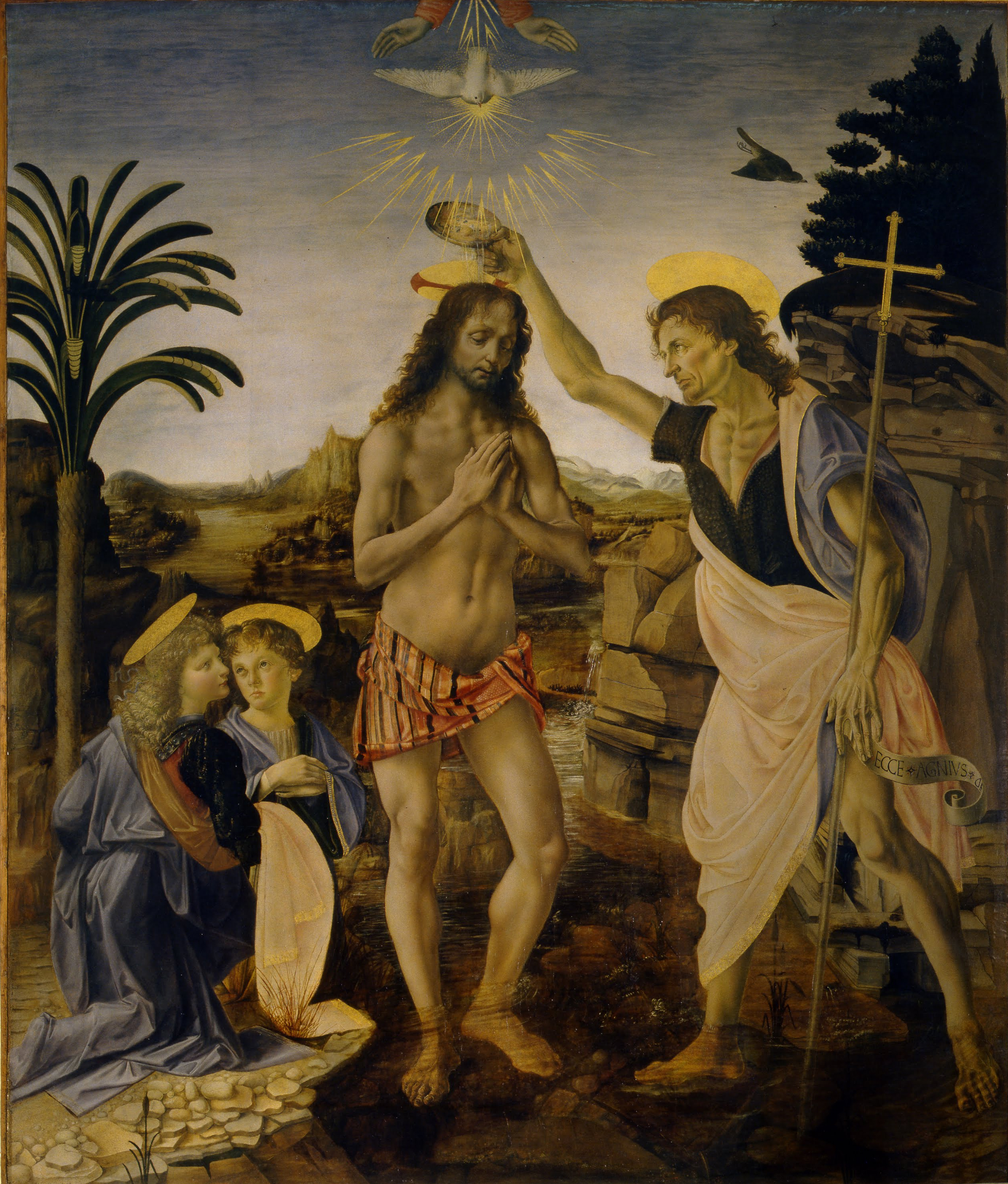
Andrea del Verrocchio och Leonardo da Vinci, Jesu dop (cirka 1475), Uffizierna.
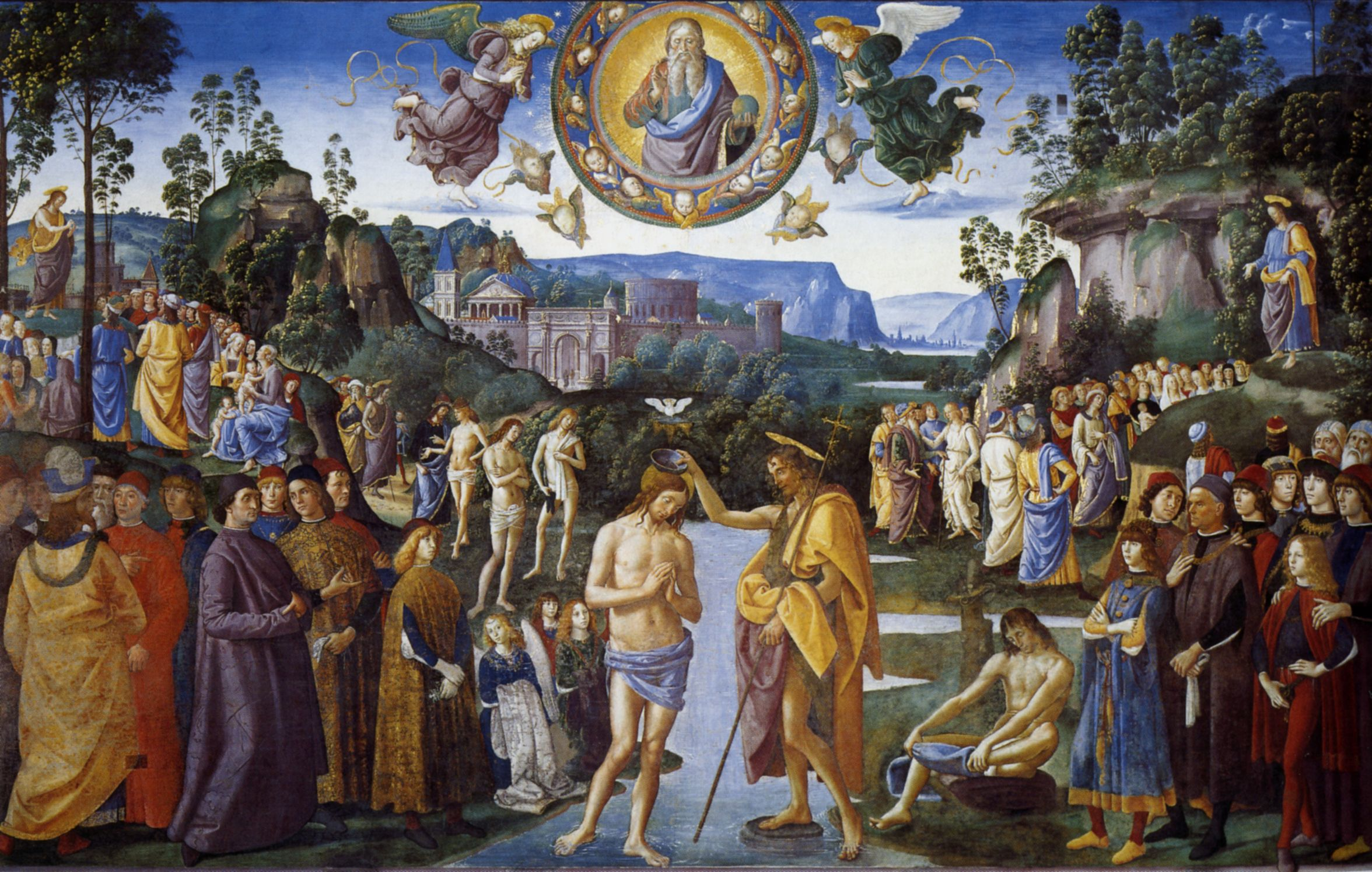
Pietro Perugino från cirka 1482. Sixtinska kapellet.
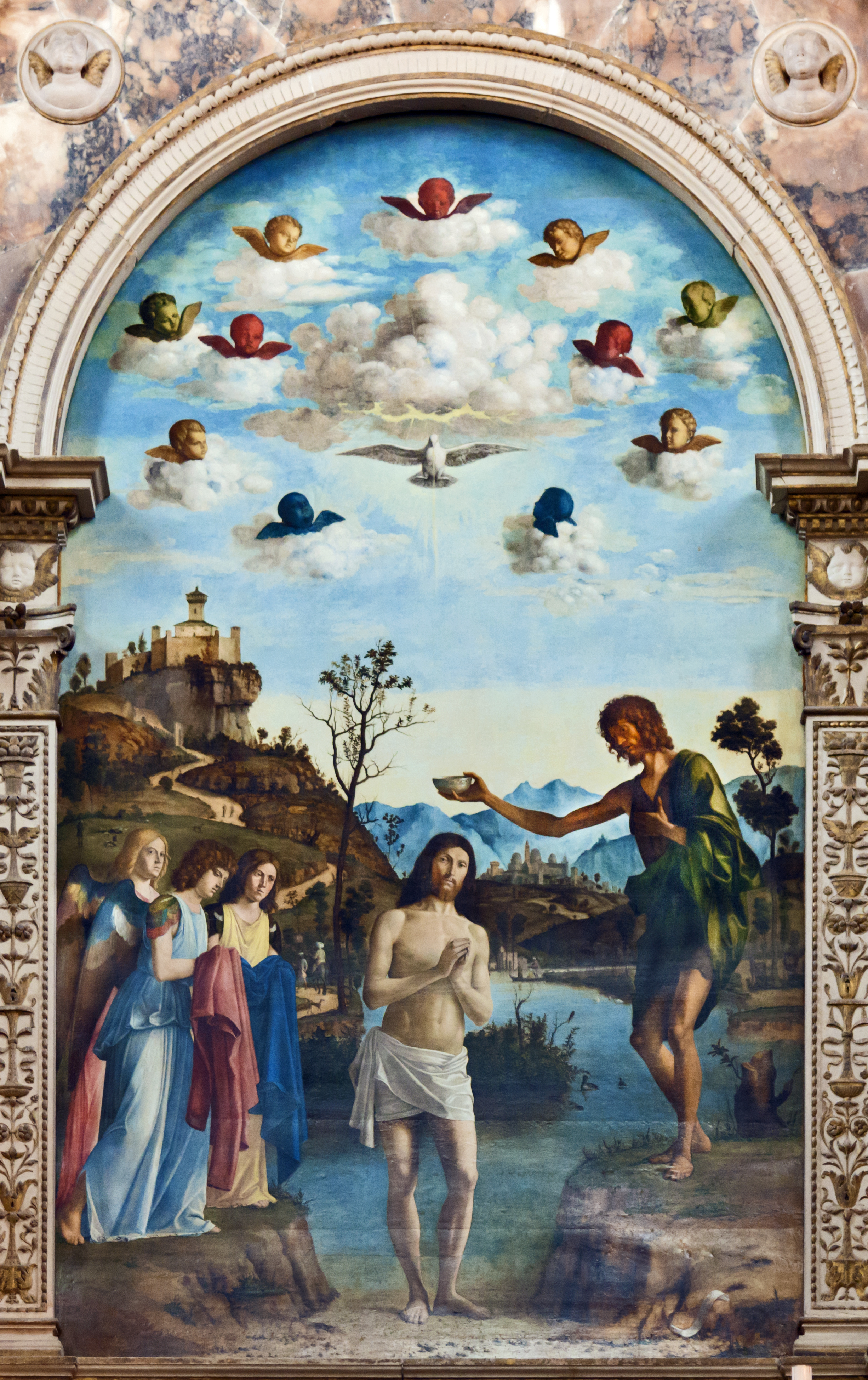
Cima da Conegliano (1493) i San Giovanni in Bragora.
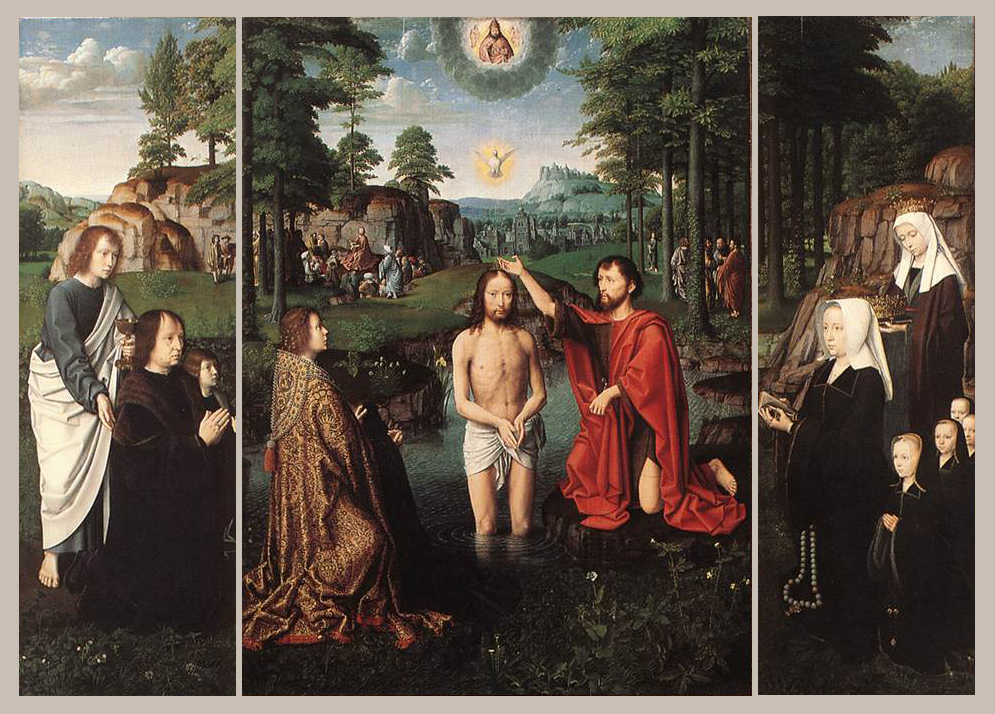
Gerard David, Jan des Trompes triptyk (cirka 1505), Groeningemuseum.
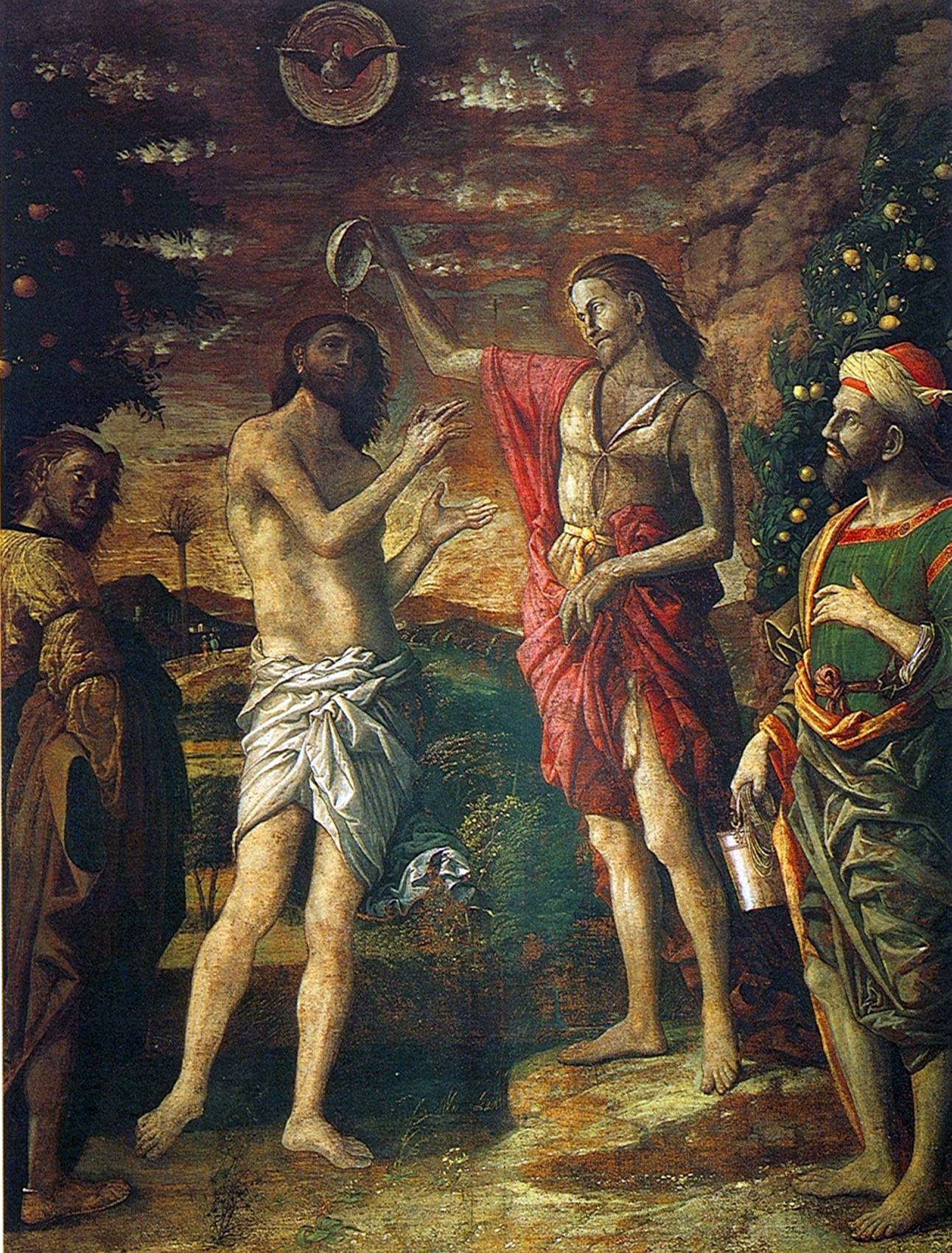
Andrea Mantegna (cirka 1506) i Mantua.
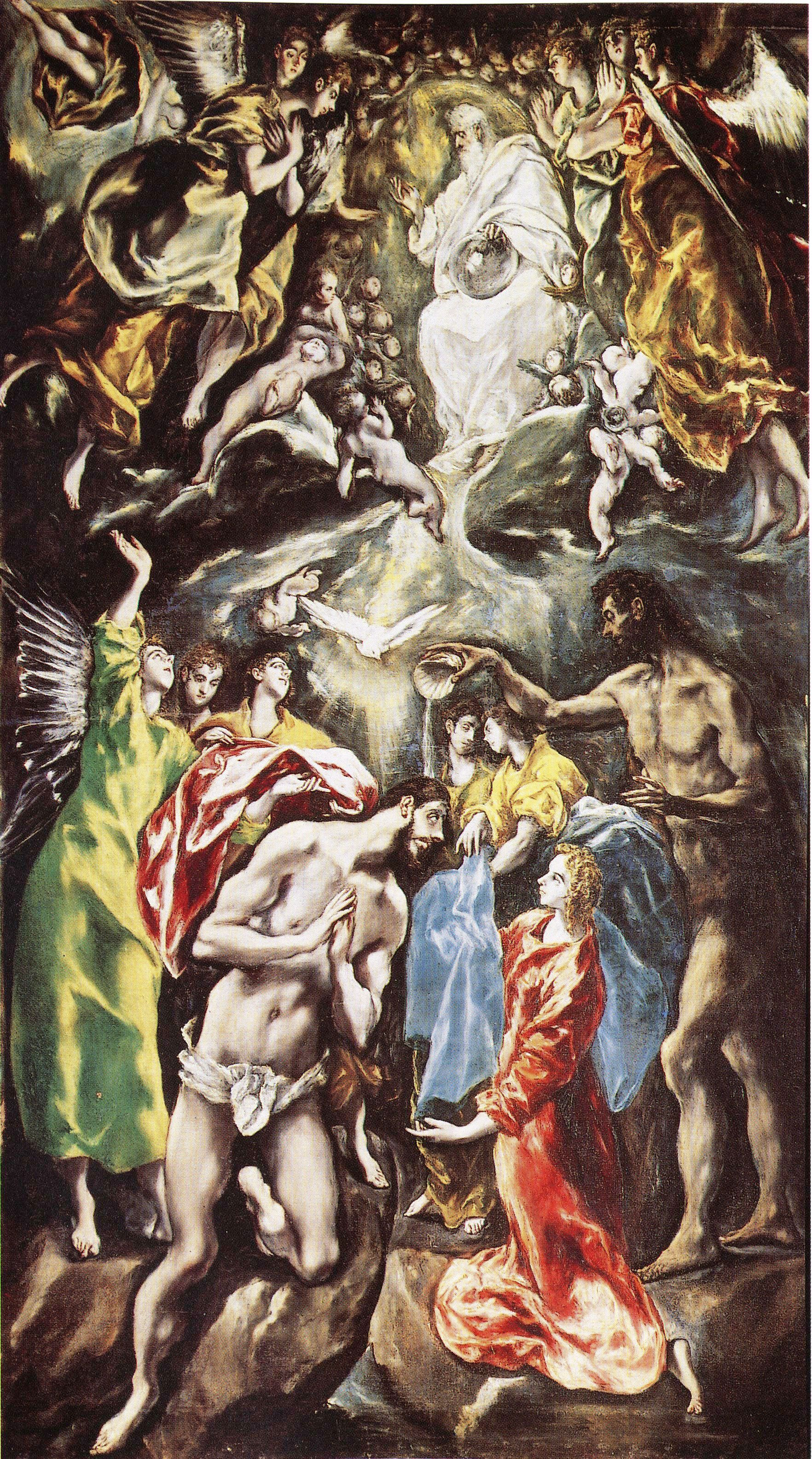
El Greco (cirka 1614), Toledo.